# Christopher Gibbs

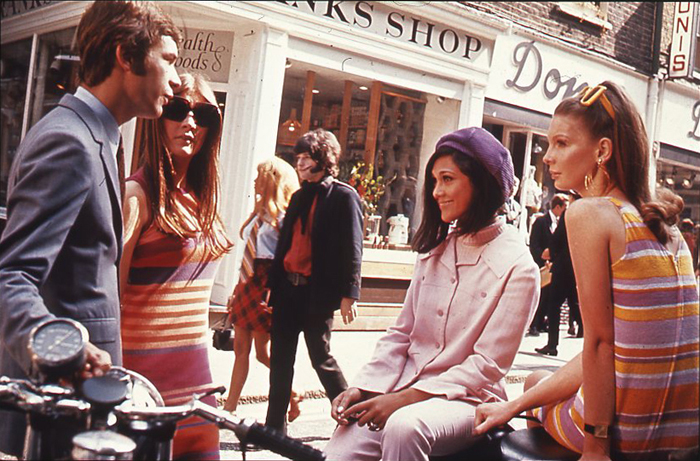
Swinging London 1966

Christopher Henry Gibbs (* 29. Juli 1938 in Hatfield, England; † 29. Juli 2018 in Tanger, Marokko) war ein britischer Händler und Sammler von Antiquitäten, der in den 1960er Jahren in London eine bedeutende Rolle in der Herrenmode und im Raumdesign spielte. Er galt als einer der Erfinder des Swinging London und wurde als King of Chelsea bezeichnet.

## Leben und Wirken
Christopher Gibbs und seine Zwillingsschwester waren die jüngsten Kinder von Sir Geoffrey Cokayne Gibbs, dem Vorsitzenden der Handelsbank Antony Gibbs & Sons, und seiner Frau Helen Margaret sowie der Enkel von Herbert Gibbs, 1. Baron Hunsdon of Hunsdon. Gibbs hatte vier ältere Brüder, darunter der Finanzier Roger Gibbs, der u. a. Mitglied im Board of Directors des FC Arsenal war. Zu den Vorfahren der Familie Gibbs zählt vermutlich Margaret Pole, 8. Countess of Salisbury, eine englische Adlige aus dem Haus Plantagenet, die aufgrund ihrer Abstammung einen Anspruch auf den englischen Thron hatte und 1541 hingerichtet wurde.

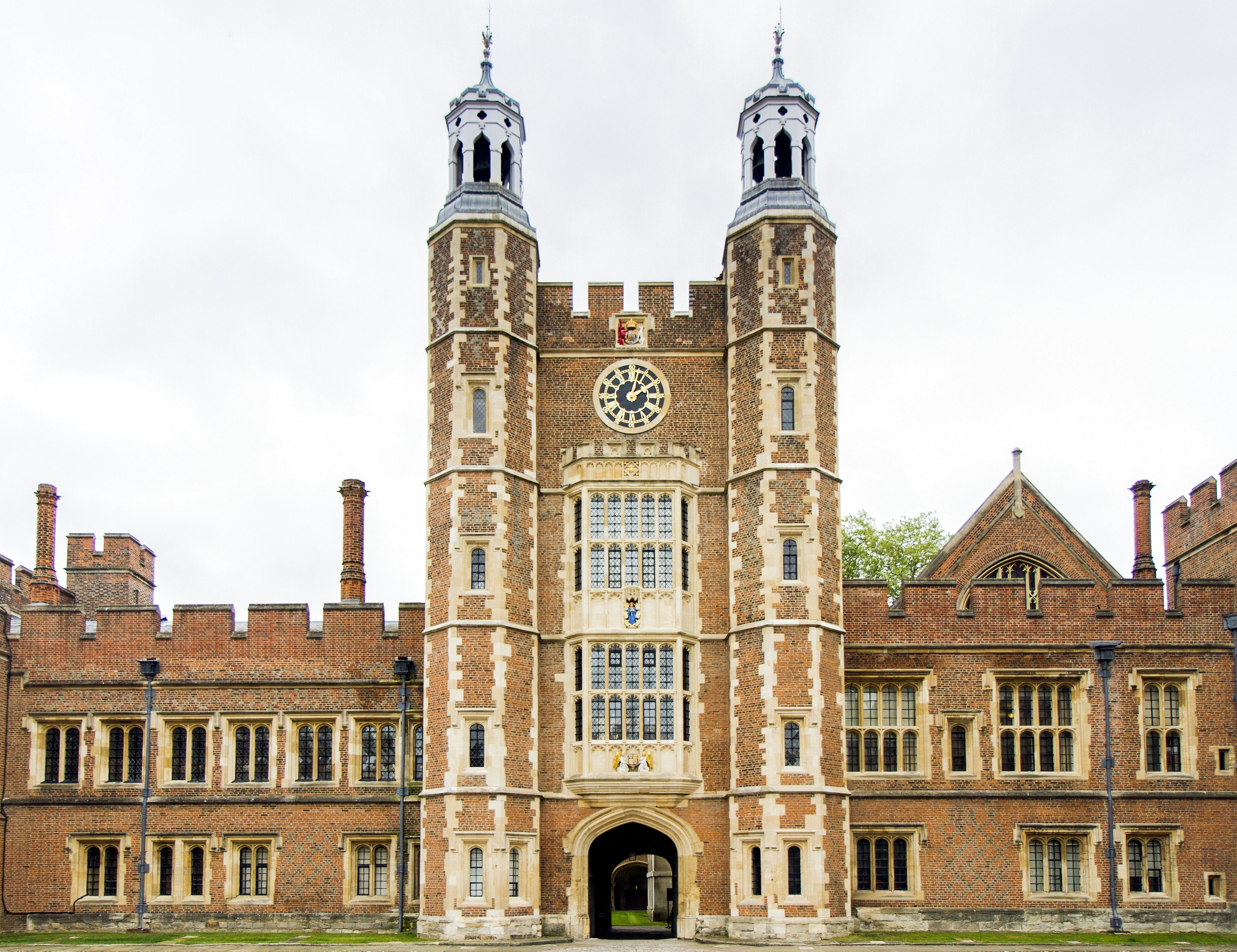
Eton College

Christopher Gibbs besuchte zunächst das Eton College in Berkshire, das er im Alter von 15 Jahren aufgrund seines Verhaltens aber wieder verlassen musste. Er ging dann auf die Stanbridge Earls School von Romsey in Hampshire und studierte anschließend in Frankreich an der Sorbonne und an der Universität Poitiers. Er diente auch in der British Army, wurde aber nach drei Monaten als untauglich befunden und entlassen.
1958 eröffnete Gibbs ein Antiquitätengeschäft in der Camden Passage in Islington, wobei er von seiner Mutter finanziell großzügig unterstützt wurde. Er reiste regelmäßig nach Marokko und brachte Möbel und Textilien nach England. In den 1960er Jahren galt er als stilprägend und zählte zusammen mit dem Kunsthändler Robert Fraser, den er in Eton kennengelernt hatte, als Erfinder des Swinging London. Angeblich brachte er Schlaghosen, bedruckte Hemden und Kaftane in Mode. Er war der Herausgeber des Einkaufsführers in der vierteljährlichen Ausgabe von Men in Vogue, der ersten Ausgabe der Zeitschrift Vogue für Männer, die zwischen 1965 und 1970 erschienen ist.
In den frühen 1960er Jahren bezog Gibbs das Lindsay House am Cheyne Walk in Chelsea, in dem bereits der Maler James McNeill Whistler und der Kunsthändler Hugh Lane gewohnt hatten. Sein Quartier wurde zu einem wichtigen Treffpunkt der Bohème-Szene und diente 1966 im Film Blow Up von Michelangelo Antonioni als Kulisse. Hier war auch der Schauplatz einer Drogen-Party für den Dichter Allen Ginsberg. Angeblich gehörte Prinzessin Margaret zu den Gästen, die in dieser Nacht mit einer als Lebensmittelvergiftung bezeichneten Erkrankung in die Notaufnahme eingeliefert wurden.

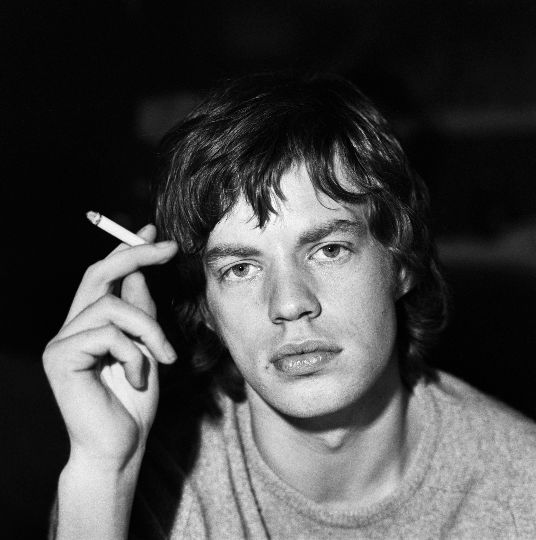
Mick Jagger 1965

Gibbs war mit den Musikern der Band The Rolling Stones und Marianne Faithfull befreundet. Seine Herkunft aus der Oberschicht war insbesondere für Mick Jagger von Interesse, der auch gerne ein Gentleman werden wollte. Für die Wohnung von Jagger und Faithfull am Cheyne Walk gestaltete Gibbs die Inneneinrichtung. Gibbs war auch einer der Anwesenden in Keith Richards Haus Redlands in Sussex, als am späten Nachmittag des 12. Februar 1967 die Polizei dort eine Drogenrazzia durchführte, die zu Anklagen aufgrund des Dangerous Drugs Act gegen Keith Richards, Mick Jagger und Robert Fraser führte. Der Fotograf Michael Cooper und Jaggers damalige Freundin Marianne Faithfull waren bei der Razzia ebenfalls anwesend. George Harrison von den Beatles hatte vor Eintreffen der Polizei zusammen mit seiner Freundin Pattie Boyd das Haus verlassen.
Gibbs machte 1968 Mick Jagger mit Rupert Loewenstein bekannt. Jagger war unzufrieden mit dem damaligen Rolling-Stones-Manager Allen Klein. Loewenstein begann daraufhin, Jagger und die Rolling Stones in Finanzangelegenheiten zu beraten, und arbeitete bis 2007 als Geschäftsführer der Rolling Stones. Gibbs war der Bühnenbildner des Films Performance. In dem 1970 erschienenen Filmdrama spielten Mick Jagger und Keith Richards’ damalige Freundin Anita Pallenberg die Hauptrollen.

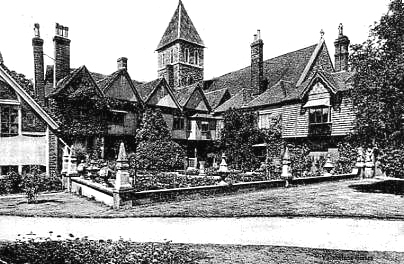
Davington Priory um 1910

1972 kaufte Gibbs Davington Priory, ein ehemaliges Benediktinerkloster in der Grafschaft Kent, das 1153 erbaut worden war. Von 1972 bis 1975 wohnte bei ihm der exzentrische Dandy David Litvinoff, der in der Londoner Nachtclubszene als Schläger bekannt war und zum Umfeld der Kray-Zwillinge gehörte. Litvinoff hatte Ende der 1960er Jahre als Berater bei der Produktion des mit Jagger besetzten Kinofilms Performance mitgewirkt. 1975 beging Litvinoff auf dem Anwesen von Gibb Suizid durch eine Überdosis Pillen. 1982 verkaufte Gibbs das Anwesen. Es befindet sich heute im Besitz von Bob Geldof.
Gibbs war seit den 1960er Jahren mit John Paul Getty II befreundet und war einer der wenigen, die Getty regelmäßig besuchten, als dieser nach dem Tod seiner Frau Talitha Getty 1971 in eine starke Heroinabhängigkeit geraten war. Gibbs hatte maßgeblichen Anteil daran, dass Getty im Jahr 1985 eine Summe von 50 Millionen £ an die Londoner National Gallery spendete. Nach Gettys Tod im Jahr 2003 wurde Gibbs Vorsitzender des J. Paul Getty Jr. Charitable Trust, der zur Verwaltung von Gettys Nachlass gegründet wurde. Er war auch Treuhänder der American Friends of the National Gallery, Berater des Victoria and Albert Museum und Mitglied im Kunstausschuss des National Trust.

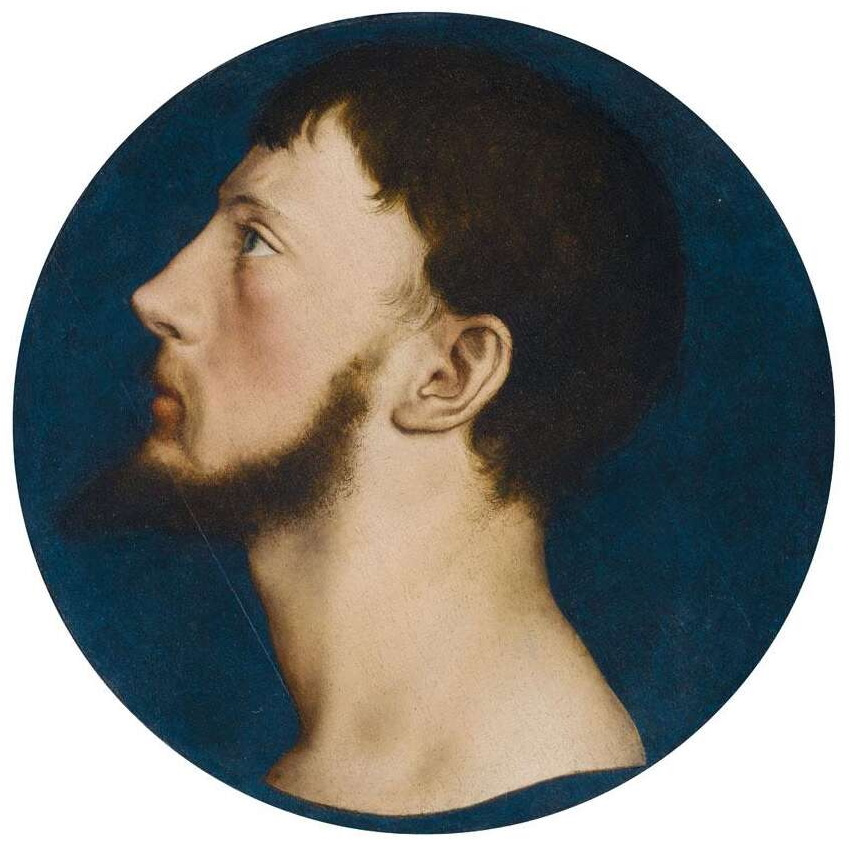
Hans Holbein: Thomas Wyatt der Jüngere (1540–1542)

1974 hatte Gibbs für 2800 Pfund beim Auktionshaus Christie’s ein Gemälde gekauft, das Thomas Wyatt darstellen sollte und später nach eingehenden Untersuchungen Hans Holbein dem Jüngeren zugeschrieben wurde. 2006 bot das Auktionshaus Sotheby’s das Gemälde zu einem Schätzpreis von 2 bis 3 Millionen Pfund zum Verkauf an. Tate Britain zweifelte allerdings die Echtheit an, woraufhin das Bild auf der Auktion nicht verkauft werden konnte. Im Jahr 2007 wurde es auf der Kunstmesse The European Fine Art Fair (TEFAF) in Maastricht mit einem Preis von 10 Millionen US-Dollar angeboten, nachdem der TEFAF-Ausschuss die Echtheit nochmals überprüft und bestätigt hatte. Der weitere Verbleib des Gemäldes ist ungeklärt.
Im Jahr 2000 verkaufte Gibbs das Manor House in Oxfordshire, das in den 1840er Jahren für seine Familie erbaut worden war. Nach dem Tod seiner Mutter 1980 hatte er das Haus übernommen. Das Mobiliar des Anwesens wurde von Christie’s versteigert. 2006 zog Gibbs nach Tanger in Marokko, wo er ein großes Grundstück mit einem Haus gekauft hatte, das vorher dem Malerehepaar Marguerite und James McBey gehört hatte. Hier wohnte er mit seinem Lebens- und Geschäftspartner Peter Hinwood, einem vormaligen Schauspieler, bekannt durch seine Rolle als Rocky Horror in der Rocky Horror Picture Show, der nun als Antiquitätenhändler und Designer arbeitete.
Gibbs starb in seinem Haus in Tanger am Tag seines 80. Geburtstags vermutlich an Herzversagen.